# Imaginaria
Una imaginaria es un servicio de guardia de orden, desempeñado por un militar con la función de sustituir durante la noche al militar que realiza la también guardia de orden de cuartelero.
Normalmente la imaginaria está compuesta por cuatro soldados de imaginaria en guardia de cuartel de dos horas.
También se denomina imaginaria al militar designado para una guardia de armas como suplente de los titulares, que deberá estar localizable y podrá ausentarse a un máximo de dos horas del cuartel.
Por extensión, también se denomina imaginaria a todo militar designado como suplente para cualquier tipo de servicio o guardia, sea esta de orden, de armas o de un servicio de cualquier otra índole.